# Arsenal Р-М01
Arsenal Р-М01 — болгарский самозарядный пистолет, конструктивный аналог советского пистолета Макарова.

## История
После начала "холодной войны", в январе 1949 года Народная Республика Болгария вошла в состав СЭВ, а 14 мая 1955 года - в Организацию Варшавского договора, что способствовало развитию военно-технического сотрудничества страны с СССР и другими странами Восточной Европы, и в Болгарии началось освоение производства боеприпасов, комплектующих к военной технике, а в дальнейшем и вооружения советского производства.
После получения комплекта технической документации из СССР, в 1971-1972 годы на заводе имени Фридриха Энгельса в городе Казанлык (условное наименование "завод № 10") было освоено производство патронов 9×18 мм, а в 1975 году - пистолета ПМ (принятого на вооружение под наименованием Пистолет Макаров). Помимо стандартного варианта (не имевшего конструктивных отличий от советских ПМ за исключением маркировки) было выпущено некоторое количество хромированных пистолетов для военно-морского флота.
В 1978 году для пистолета был разработан комплект деталей, обеспечивающих возможность стрельбы малокалиберными патронами .22 LR (вкладной 5,6-мм ствол, возвратная пружина, муфта-фиксатор и магазин) - в то время этот комплект не вызвал интереса, но после публикации патента в 1998 году компания "Арсенал" начала производство таких "адаптеров".
После смены правительства в 1989 году военные расходы были уменьшены, началось сокращение вооружённых сил. 12 июня 1989 года государственное предприятие было перерегистрировано как государственная компания "Арсенал" и начало вести самостоятельную хозяйственную политику. В изменившихся условиях было принято решение о экспорте стрелкового оружия. Началась разработка новых модификаций пистолета ПМ, предназначенных для коммерческой продажи в качестве гражданского оружия.
В 1998 году по заказу компании "Miltex" началось производство на экспорт пистолетов "Miltex Special Edition" в нескольких различных вариантах исполнения (под патроны 9 × 17 мм и 9 × 18 мм; хромированные, никелированные и вороненых; с пластмассовыми и деревянными накладками на рукоять...), имевших маркировку на затворе на английском языке.
29 марта 2004 года Болгария вошла в состав блока НАТО (стандартным пистолетным патроном которого является 9 × 19 мм Парабеллум), и приняла на себя обязательства перейти на стандарты НАТО.
В октябре 2007 года производство пистолетов системы Макарова в Болгарии прекратилось.

## Варианты и модификации
- Пистолет Макаров - первый вариант, копия советского пистолета Макарова обр. 1951 года[3]
- Б-1300 — экспериментальный пистолет, разработанный специалистами научно-исследовательского технического института в городе Казанлык под руководством Стефана Дамянова; модернизированный вариант ПМ с уменьшенной длиной рукояти и изменёнными накладками на рукоять[5]. Серийно не производился[2].
- Arsenal Р-М01 — модификация 1990 года, изменена форма спусковой скобы и накладки на рукоять[1]. Выпускалась в нескольких вариантах:
  - Arsenal Р-М01-S - вариант с глушителем звука выстрела и возможностью установки подствольного лазерного целеуказателя (крепившегося на корпус глушителя и спусковую скобу)[2]
  - Arsenal Brand Sporting Pistol — спортивный пистолет под патроны 9×18 мм и .380 ACP
  - Miltex Special Edition — коммерческий вариант под патрон 9×18 мм
  - Miltex Special Edition Sporting Pistol — коммерческий вариант под патроны 9×18 мм и .380 ACP (хромированная и полированная версия)

## Страны-эксплуатанты
- Болгария - пистолеты ПМ болгарского производства остаются на вооружении вооружённых сил Болгарии и полиции Болгарии, а с начала 1990х годов их используют частные охранные фирмы[2]
- Грузия - в 2002 году правительство Болгарии бесплатно передало Грузии партию пистолетов ПМ болгарского производства по программе военной помощи[6]
- США - с начала 1990х годов некоторое количество пистолетов было продано в США, где они используются в качестве гражданского оружия[2]

## Музейные экспонаты
- пистолет Б-1300 является экспонатом музея истории предприятия на оружейном заводе "Арсенал" в городе Казанлык[7]
- наградной пистолет Б-1300 № 0005 маршала артиллерии П. Н. Кулешова является экспонатом Музея артиллерии и инженерных войск в Санкт-Петербурге.